# Cambre (parroquia)
Cambre (llamada oficialmente Santa María de Cambre) es una parroquia y una villa española del municipio de Cambre, en la provincia de La Coruña, Galicia.

## Entidades de población
Entidades de población que forman parte de la parroquia:
- A Agra de Samosteiro
- A Barreira
- A Caroada
- A Estorrentada
- A Fontenla
- A Pega
- A Pena
- A Rañoa
- A Retorta
- Arrigada
- Barcala (A Barcala)
- Cambre
- Drozo
- Freande
- Graduíl
- Meixigo
- O Adro
- O Sisto
- Os Muíños de Naia
- O Toural
- O Valado
- Pena Oubiña
- Rocón
- Socampo

## Demografía

### Parroquia
| Gráfica de evolución demográfica de Cambre (parroquia) entre 2000 y 2018 |
|                                                                          |
| Datos según el nomenclátor publicado por el INE.                         |

### Villa
| Gráfica de evolución demográfica de Cambre (villa) entre 2000 y 2018 |
|                                                                      |
| Datos según el nomenclátor publicado por el INE.                     |